# Povere ancelle di Gesù Cristo
Le povere ancelle di Gesù Cristo (in tedesco Arme Dienstmägde Jesu Christi; in latino Ancillae Domini Jesu Christi) sono un istituto religioso femminile di diritto pontificio: le suore di questa congregazione pospongono al loro nome la sigla A.D.J.C.

## Storia
La congregazione venne fondata da Katharina Kasper (1820-1898): figlia di contadini poveri di Dernbach, paese vicino a Montabaur. Ancora in giovane età prese a dedicarsi all'assistenza ai malati, che visitava a domicilio, e riunì attorno a sé una piccola comunità di giovani donne attratte dal suo esempio.
La Kasper abbozzò per questo gruppo una prima regola, approvata dal decano Heimann di Montabaur, e verso il 1849 iniziò a condurre vita comune con alcune di queste donne. Il vescovo di Limburg, Peter Joseph Blum, nel 1851 diede alle suore una nuova regola basata su quella di san Vincenzo de' Paoli e il 15 agosto dello stesso anno la Kasper e altre quattro giovani emisero la loro professione dei voti alla presenza del vescovo, dando formalmente inizio all'istituto.
La congregazione conobbe una rapida diffusione e aggiunse alle sue finalità l'istruzione: nel 1870 le suore erano già 593 e, oltre che in Germania erano presenti nei Paesi Bassi e negli Stati Uniti d'America; nel 1898, nonostante le loro comunità in Germania avessero sofferto a causa del Kulturkampf, avevano raggiunto anche l'Inghilterra e la Boemia.
L'istituto raggiunse il suo massimo sviluppo nel 1933, quando superò i 4.000 membri, ma con l'avvento del regime nazista le sue scuole vennero chiuse (sopravvissero solo i suoi asili infantili e le sue scuole di cucito).
Le povere ancelle di Gesù Cristo ricevettero il pontificio decreto di lode il 9 marzo 1860 e l'approvazione definitiva della Santa Sede il 20 maggio 1870.
La fondatrice è stata proclamata beata da papa Paolo VI il 16 aprile 1978 e canonizzata da papa Francesco il 14 ottobre 2018.

## Attività e diffusione
Le povere ancelle di Gesù Cristo operano in ospedali, case di cura e case di riposo per anziani, in asili infantili, scuole e in parrocchie nella pastorale.
Sono presenti in Europa (Germania, Paesi Bassi, Regno Unito), nelle Americhe (Brasile, Messico, Stati Uniti d'America), in Africa (Kenya, Nigeria) e in India; la sede generalizia è a Dernbach, presso Montabaur.
Alla fine del 2008 la congregazione contava 690 religiose in 104 case.